# Strychnos rubiginosa
Strychnos rubiginosa är en tvåhjärtbladig växtart som beskrevs av A. Dc.. Strychnos rubiginosa ingår i släktet Strychnos och familjen Loganiaceae. Inga underarter finns listade i Catalogue of Life.